# Sinkovics István
Sinkovics István (Dés, 1910. augusztus 19. – Budapest, 1990. augusztus 19.) történész, egyetemi tanár. Az ELTE Bölcsészettudományi Kar egykori dékánja.

## Életpályája
Az Eötvös József Collegium tagjaként 1933-ban szerzett tanári és bölcsészdoktori oklevelet a Budapesti Tudományegyetem történelem-latin szakán. 1933–1934-ben ösztöndíjas gyakornokként dolgozott az egyetem történeti szemináriumának könyvtárában. 1934–1936 között a Bécsi Magyar Történetkutató Intézet tagja, 1936–1956 között az Országos Levéltár munkatársa volt. 1947-től a Bölcsészettudományi Kar esti tagozatán oktatott, 1956-ban kapott egyetemi tanári kinevezést a történelmi segédtudományok tanszékén. 1963-1966 között kari dékán, 1969–1980 között tanszékvezető volt. 1984-ben a történettudomány doktora fokozatot szerzett. 1973–1976 között a Magyar Történelmi Társulat alelnöke volt.

## Elismerései
- A történelmi segédtudományok tanszék 70. születésnapjára ünnepi tanulmánykötetet adott ki.

## Művei
- 1933 A magyar nagybirtok élete a XV. sz. elején. Budapest.
- 1937 Esterházy Pál nádor és az erdélyiek kereskedelmi társasága. Budapest.
- 1952 Kossuth, az önálló pénzügyek megteremtője. Budapest.
- 1957 Kossuth az első felelős minisztériumban. Budapest.
- 1963 Le „servage héréditaire” en Hongrie au 16-17 siècles. Budapest.
- 1963/ 1977/ 1981 Erdély története. Budapest. (Szamosközy István: Rerum Transylvanicarum, ford. Borzsák István)
- 1973 Der kroatisch-slovenische Bauernaufstand im Jahre 1573. Eisenstadt.
- 1976 Rákóczi-tanulmányok. Budapest. (szerk.)
- 1977 A Mohácsi Történelmi Emlékhely. Pécs. (társszerzőkkel)
- 1975 Der Angriff der Osmanen in Donautal im XVI. Jahrhundert und der Abwehr. Budapest.
- 1985 Az Eötvös Loránd Tudományegyetem története 1635-1985. Budapest. (szerk.)
- 1987 A történetírás segédtudományai az Eötvös Loránd Tudományegyetemen (1777-1986). Levéltári Szemle 1987/2.